# Amic (revista)
|  | Per a altres significats, vegeu «amic (desambiguació)». |

Amic va ser una revista republicana publicada el 1938, en el període de la Guerra Civil espanyola. Fundada pel Departament de Cultura de la Generalitat de Catalunya l’1 de gener de 1938, s‘edità durant un any i portà el subtítol de Publicació quinzenal per a l'esplai del soldat català de l'Exèrcit de la República editada pels Serveis de Cultura al Front del Departament de Cultura de la Generalitat de Catalunya. La revista constava de vuit pàgines a quatre columnes en què s'encoratjava els soldats catalans, es criticaven les accions franquistes i s'incorporaven diferents vinyetes i obres humorístiques. El seu director fou Josep Janés i hi col·laboraven Agustí Esclasans, Ramon Bech, J. Gimeno-Navarro i Lluís Capdevila. La revista es publicava des del Palau Robert, seu de la Conselleria de Cultura, i es repartia gratuïtament als soldats del front.

## Evolució històrica
El 17 de setembre de 1937 es fundà el Servei de Cultura al Front per proveir els soldats de diverses manifestacions de la cultura catalana. El gener de 1938, el Departament de Cultura fundà Amic. En aquest context, el director del diari es dirigeix al soldat català en l'editorial del primer exemplar de la revista, el primer de gener de 1938:
Aquest periòdic, soldat català de l’Exèrcit de la República, és la primera expressió que t’arriba a les mans de les activitats dels “Serveis de Cultura al Front”. Aquest organisme, creat per al teu servei per la conselleria de Cultura del govern de la Generalitat, ve a realitzar vora teu una missió essencial en la lluita que venim sostenint. No és que aquesta missió hagués estat fins ara negligida; des que empunyares les armes en els dies ja llunyà del juliol memorable, fins avui, la Conselleria ha vingut treballant perquè no et manquessin els mitjans d’esplai digne i de cultiu espiritual a què tenies dret, un dels drets que defensaves amb l’arma al braç i amb l'esperit tens d’emoció. Avui, creat aquest exercit formidable i exemplar, restava facilitada l’organització regular d’uns serveis que, en la improvisació dels primers temps no podien arribar a una coordinació adequada. Els “Serveis de Cultura al Front” han vingut a coordinar aquelles iniciatives disperses que fins avui s'havien realitzat a crear-ne moltes d'altres de noves i a donar una unitat al seu funcionament. 
La creació de la revista coincideix amb la formació del nou exercit regular republicà, enmig d’un clima de tensió en el bàndol republicà provocat per episodis com els fets de maig de 1937 o les pressions soviètiques per retirar el poder de les milícies anarcosindicalistes. Al llarg del 1938 el bàndol nacional va guanyar els territoris més importants i a final d’any la guerra civil no semblava lluny d’acabar. El desembre Amic va desaparèixer de la vida dels catalans, que començaven a exiliar-se en vista d’una possible derrota republicana. A partir dels números 6 i 7, la publicació va constar de dotze pàgines i va passar a ser distribuïda mensualment.

## Contingut i estructura
Pel que fa al contingut i l'estructura de la revista, destaca que el seu format era de 450x320 mm. La publicació estava destinada a conscienciar el soldat de la importància de la cultura, que es trobava en un moment crític a conseqüència de la guerra i la repressió. Amic presenta textos que intenten acomplir tres funcions: reforçar la moral dels soldats catalans, entretenir i divertir, i remarcar la importància de la cultura amb textos culturals com poesia, assaig, conte o monografies de personatges importants en la història de la cultura catalana.
D’altra banda, l’interès en la cultura es fa patent en l’aparició de nous escriptors que tracten temes relacionats amb la guerra, la mort i l’amor. Entre els nous escriptors trobem poetes com Agustí Bartra o M. Cruells, o narradors com Ll. Capdevila.  

### Portada
La primera pàgina de la revista, acostumava a presentar dues columnes que tenien la finalitat d’animar els soldats i remarcar les conviccions del govern davant els esdeveniments bèl·lics. També incorporava una il·lustració que acompanyava un poema escrit per un dels col·laboradors o el director del diari.

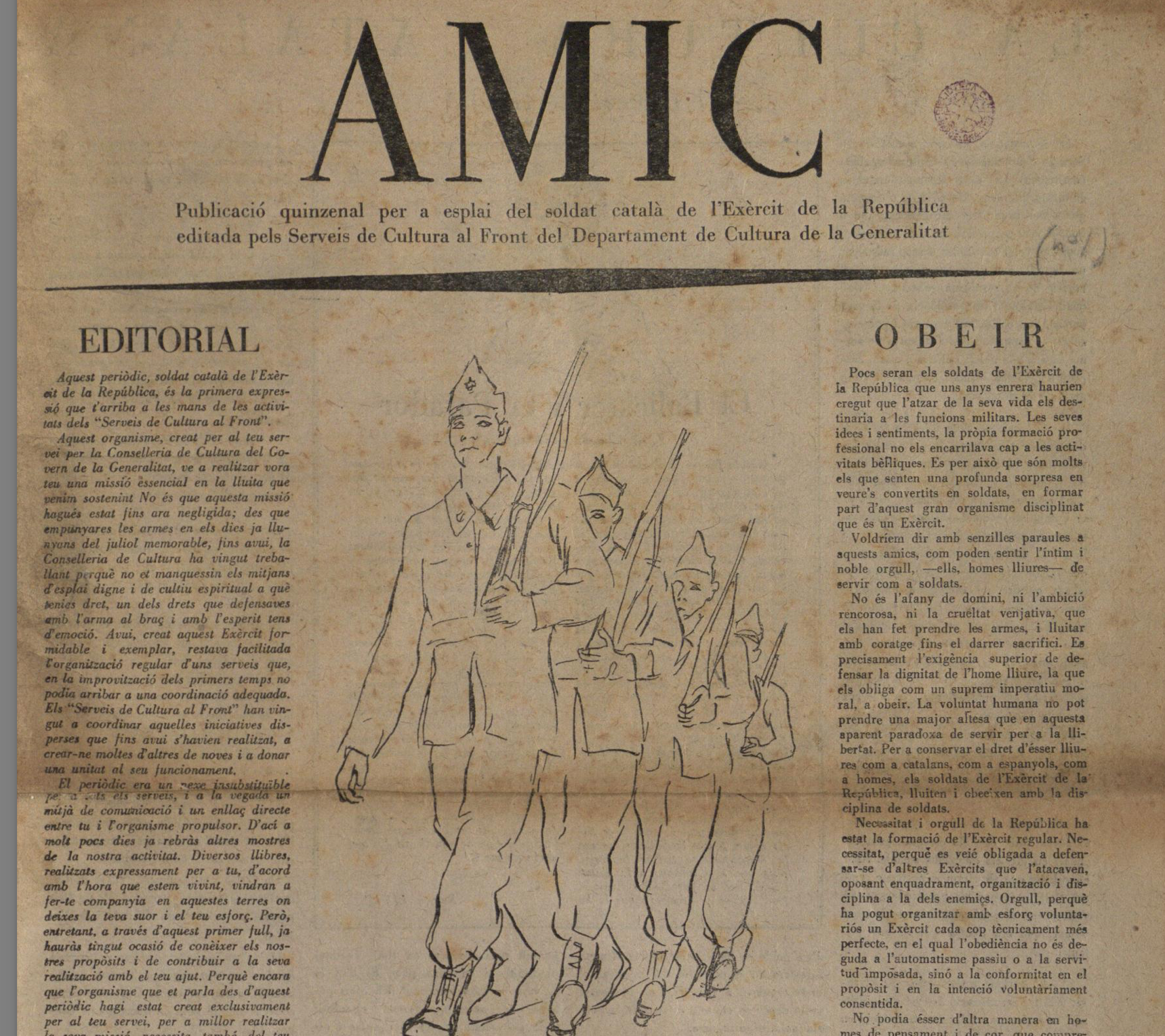
Portada Amic. Núm. 1

### La cultura catalana
La pàgina següent estava ocupada per l’apartat de «La cultura catalana», on es presenten episodis rellevants i es parla dels personatges més importants de la història de Catalunya. Es fa esment a moments com «La decadència de la renaixença»o Les quatre grans còniques Cròniques i es recullen fragments d’obres de grans autors de la literatura catalana com Joaquim Rubió i Ors, Ramón Llull o Ramon Muntaner (a la part central de la pàgina).

### Contes
Més endavant hi ha una secció destinada als Contes de l’Amic, on s'expliquen diferents històries no relacionades amb la guerra, que tenien la finalitat d’entretenir el lector. Aquesta secció acostumava a ocupar dues pàgines i incorporant les il·lustracions que feien els mateixos autors dels contes. Abans dels contes podien aparèixer monografies o peces periodístiques que servien per informar els soldats. Les monografies estaven centrades en la vida de grans autors com per exemple Àngel Guimerào Francesc Macià

### Entreteniment i diversió
Els humoristes catalans era la secció que podríem trobar entremig de la revista. Aquest apartat incloïa acudits escrits per humoristes i escriptors com Josep Mallol o Joan d’Ivori, i que estaven acompanyats d’il·lustracions. Sovint es podien trobar vinyetes com les de Josep Narro i Planas Bach.

### Poesia
El final de la revista integrava l’apartat dels Poetes de la guerra, que recollia poemes dels col·laboradors i altres escriptors. Entre els col·laboradors estan Carles Riba, Agustí Bartra, A. Escalasans o J. Gimeno-Navarro.

### Concurs
La celebració d’un concurs literari, on estaven convidats a participar els soldats que es trobaven al front, va ser un èxit. Els números 2 i 3 de la revista recullen les bases del concurs.

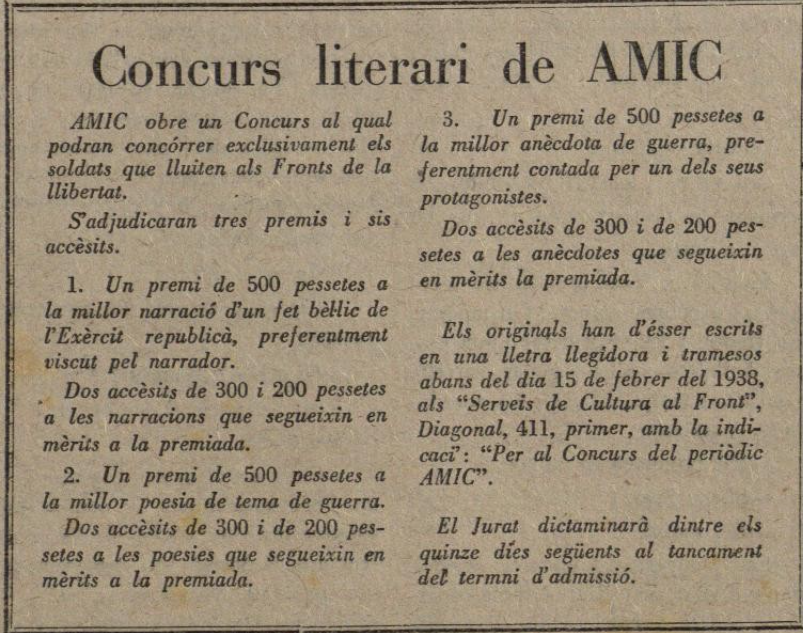
Concurs literari Amic, Núm. 2, pág. 7

## Directors i col·laboradors habituals

### Fundador
La revista va ser fundada per la Conselleria de cultura del Govern de la Generalitat de Catalunya l’1 de gener de 1938. El conseller encarregat de les pràctiques culturals en 1938 era Carles Pi i Sunyer. El motiu principal de la seva creació és la voluntat de restablir els la moral de l'exèrcit a Catalunya.

### Director
El director d’Amic va ser Josep Janés i Olivé, que va ser l'encarregat d’escriure l'editorial i altres peces poètiques i literàries. Josep Janés va dirigir la revista des del primer número, que es va publicar l’1 de gener de 1938. L’única contribució firmada de Janés a Amic va ser a la portada del número 2, mitjançant un poema titulat A un infant que els avions feixistes assassinaren i enterraren en les runes i al número 3, a la secció “Els poetes de Guerra”, on hi ha altre poema dedicat A un mariner basc que mirava a seva nau i la seva mar des de l'exili.

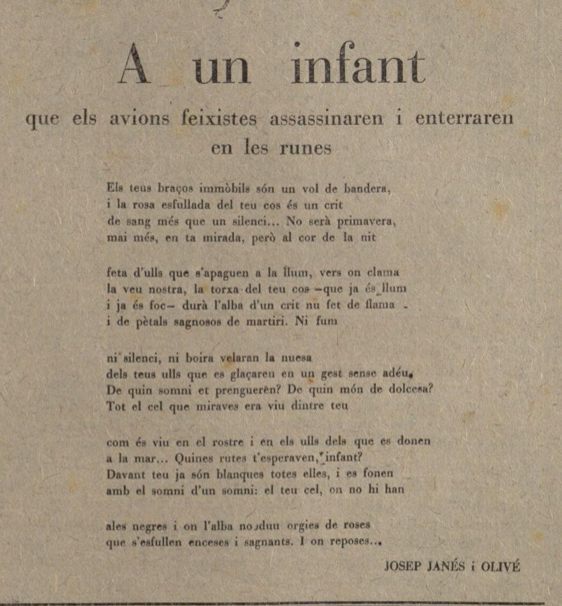
Poema de Josep Janés, Amic. Núm 1, pàg. 1

### Col·laboradors
Janés es manté fidel a col·laboradors i ex-col·laboradors, entre els quals es troben:
- Agustí Esclasans
- Agustí Bartra
- Ramon Bech
- J. Gimeno-Navarro
- Lluís Capdevila

## Fons gràfic
L’ARCA conserva la totalitat dels exemplars publicats de la revista. Hi ha altres dipositoris com el dipòsit digital de documents (DDD) de la Universitat Autònoma, el Catàleg Col·lectiu de les Universitats de Catalunya (CCUC) o el Catálogo Colectivo de la red de bibliotecas de los archivos estatales que informa de la disponibilitat dels exemplars, documents o articles relacionats amb la revista.

### Taula fons gràfic
| Número | Data                             | Portada |
| 1      | 1 de gener de 1938               |         |
| 2      | 2a quinzena de gener de 1938     |         |
| 3      | 1a quinzena de febrer de 1938    |         |
| 4      | 2a quinzena de febrer de 1938    |         |
| 5      | 2a quinzena de març de 1938      |         |
| 6/7    | 1a i 2a quinzena d’abril de 1938 |         |
| 8/9    | 1a i 2a quinzena de maig de 1938 |         |
| 10/11  | Juny de 1938                     |         |
| 12/13  | Juliol de 1938                   |         |
| 14/15  | Agost de 1938                    |         |